# Schloss Mirskofen

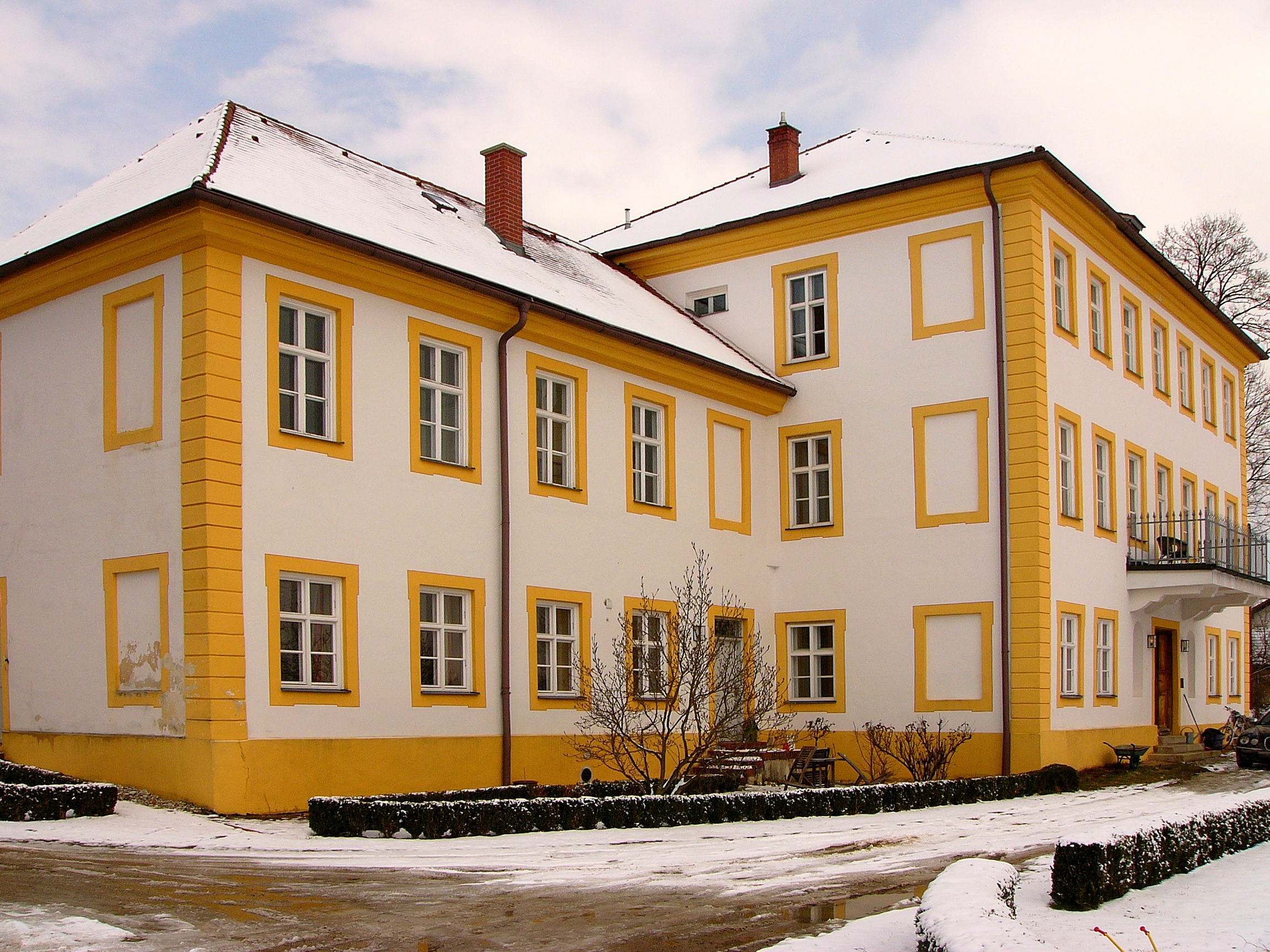
Schloss Mirskofen heute

Schloss Mirskofen ist ein Schloss in Mirskofen, einem Ortsteil des niederbayerischen (Marktes Essenbach) im Landkreis Landshut. Die Anlage wird als Bodendenkmal unter der Aktennummer D-2-7339-0340 im BayernAtlas als „untertägige mittelalterliche und frühneuzeitliche Befunde im Bereich des Schlosses Mirskofen, darunter die Spuren von Vorgängerbauten bzw. älteren Bauphasen und abgegangenen Gebäudeteilen“ geführt. 
Das Schloss steht heute unter der Nummer D-2-74-128-33 als Baudenkmal unter Denkmalschutz.

## Geschichte
Mirskoven war seit dem 14. Jahrhundert Sitz einer eher unbedeutenden Hofmark. 1466 und 1490 wird der Landshuter Bürger Wilhelm Neumeyer als Besitzer erwähnt, 1616 der herzogliche Kämmerer Dr. Johann Plank. Nach 1818 wurde Mirskofen nur kurze Zeit als Patrimonialgericht geführt, das im Besitz des emeritierten Landrichters von Peyrer war. Der spätere Besitzer Graf Philipp von Deroy ließ das Schloss Mirskofen um 1840 abtragen und neu erbauen. 1915 kam der Besitz an Graf Josef Erwein von Deroy-Fürstenberg, der ihn nach dem Zweiten Weltkrieg als Flüchtlingsunterkunft freigab. Der derzeitige Besitzer Joseph Graf von Deym aus Arnstorf hat die Gebäude gründlich renoviert.

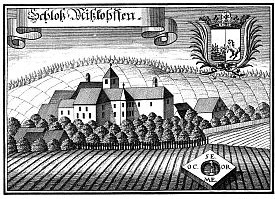
Schloss Mirskofen nach einem Stich von Michael Wening (1726)

## Beschreibung
Das Schloss liegt 300 m östlich von der Ortskirche Maria Dolorosa. Es ist eine klassizistische Anlage mit dreigeschossigem Mittelbau und zwei seitlich anschließenden zweigeschossigen Flügeln, diese zur Hofseite eingezogen, Walmdachbauten mit Eckrustizierung und Putzgliederung aus dem späten 18. Jahrhundert. Die Schlosskapelle St. Johannes von Nepomuk im dreigeschossigen Mittelbau, dessen Chor vor 1770 unter Verwendung des spätgotischen Turms aus dem 15. Jahrhundert errichtet wurde, wurde 1957 verlängert. Südlich steht ein Chorflankenturm mit Geschossgliederung, Blendbögen und Spitzhelm.